# Aurelio Juri
Aurelio Juri, slovenski politik, poslanec in novinar, italijanskega rodu, * 27. julij 1949, Pulj.

## Življenjepis
Aurelio Juri, član stranke Socialnih demokratov, je bil leta 2004 tretjič izvoljen v Državni zbor Republike Slovenije; v tem mandatu je bil član naslednjih delovnih teles:
- Odbor za zunanjo politiko,
- Odbor za obrambo,
- Odbor za promet in
- Ustavna komisija.

Juri se je na državnozborskih volitvah 2008 neuspešno potegoval za mesto poslanca predstavnika italijanske narodne skupnosti.
Juri je po ruski invaziji na Ukrajino bil en izmed pobudnikov odprtega pisma Robertu Golobu, v katerem so podpisniki nasprotovali vsem sankcijam proti Rusiji, vsaki vojaški pomočeni napadeni Ukrajini, sprejetju Ukrajine v NATO in zahtevali sprejetje ruskih »beguncev«.